# Dale Creek Crossing
Der als Dale Creek Crossing bezeichnete ehemalige Streckenabschnitt der Bahnstrecke Omaha–Ogden über den Canyon des Dale Creek bestand zwischen 1868 und 1901 und war Bestandteil der von der Union Pacific Railroad errichteten Eisenbahnverbindung zwischen Omaha und dem Promontory Summit. Er liegt in den Laramie Mountains zwischen Cheyenne und Laramie im Bundesstaat Wyoming und bestand aus einer circa 220 Meter langen Trestle-Brücke (Dale Creek Bridge), deren Ausführung bis zu ihrem Abbau 1901 mehrmals geändert wurde. Die bis heute erhaltenen Teile der Unterbauten der verschiedenen Konstruktionen wurden 1986 durch die Aufnahme ins National Register of Historic Places unter Denkmalschutz gestellt.

## Holzkonstruktion 1868

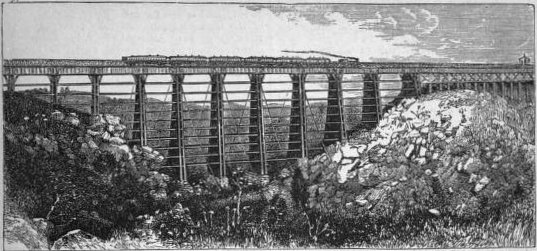
Zeichnung der ersten Dale Creek Bridge aus Holz, um 1868.

Bei der Errichtung der transkontinentalen Bahnstrecke zwischen Omaha und Sacramento zwischen 1863 und 1869 erreichten die Bautrupps der Union Pacific Railroad im Frühjahr 1868 den höchsten Punkt des Streckenabschnitts am Sherman Summit mit 2.514 Meter. Sechs Kilometer westwärts (und 56 km westlich von Cheyenne) musste der fast 40 m tiefe Canyon des Dale Creek überquert werden. Dazu wurde ein 219 m langes Gerüstpfeilerviadukt (Trestle-Brücke) aus Holz errichtet, das im zentralen Teil aus dreizehn 12,3 m langen Fachwerkträgern (Howe Truss mit unten liegendem Gleis) zwischen den Gerüstpfeilern bestand, die auf Fundamenten aus Natursteinmauerwerk errichtet wurden. Das Kiefernholz kam aus den Wäldern Michigans, wurde in Chicago zugeschnitten und per Eisenbahn zur Baustelle transportiert. Aufgrund der vorherrschenden starken Winde mussten die Arbeiten an der Brücke zeitweise unterbrochen und die Konstruktion mit einer Vielzahl von Abspannseilen gesichert werden, die Höchstgeschwindigkeit der Züge wurde für die Überquerung auf 6 km/h beschränkt. Die Errichtung der Brücke dauerte etwa einen Monat und war am 23. April 1868 abgeschlossen, im Folgemonat erreichten die Bautrupps das nordwestlich gelegene Laramie.

## Eisenkonstruktion 1876

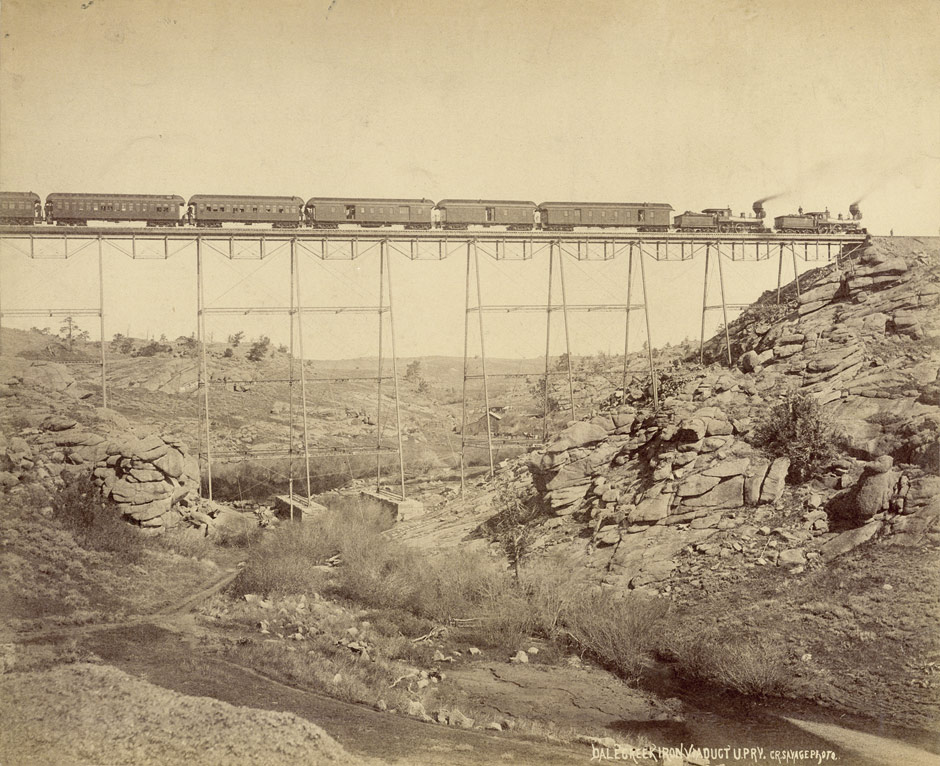
Die zweite Dale Creek Bridge aus Eisen, errichtet 1876.

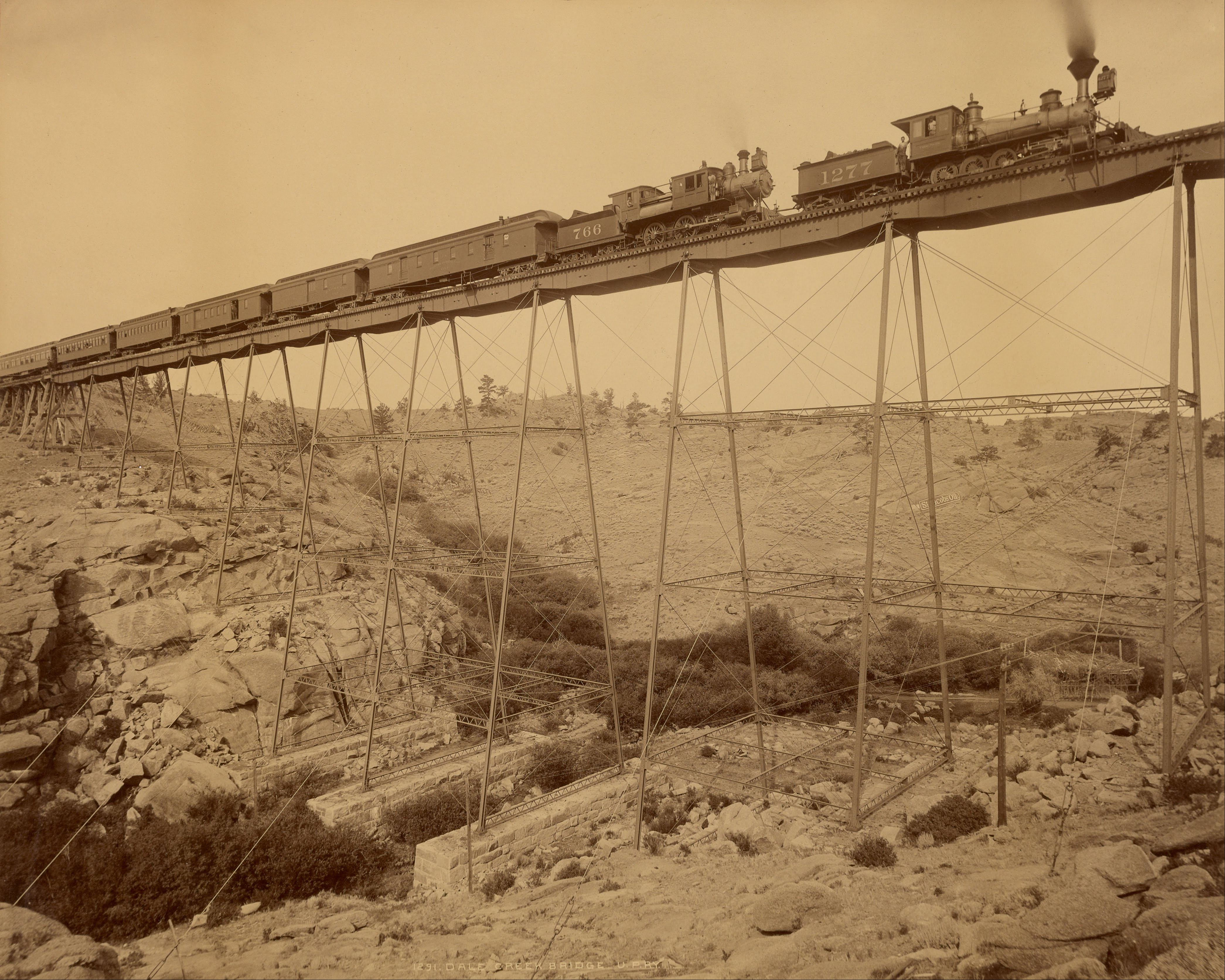
1885 wurden die Fachwerkträger der zweiten Dale Creek Bridge durch Balkenbrücken ersetzt.

Aufgrund der hohen Brandgefahr der Holzbrücke wurde die erste Dale Creek Bridge 1876 durch eine Konstruktion aus Schmiedeeisen ersetzt, die von der American Bridge Company in Chicago vorgefertigt wurde. Die Pfeiler wurden dabei auf den vorhandenen Fundamenten errichtet und trugen Fachwerkträger mit oben liegendem Gleis. Das filigrane Erscheinungsbild der zweiten Dale Creek Bridge verlieh ihr den Spitznamen Spider Web (dt. Spinnennetz). Die Holzkonstruktionen der Zufahrten blieben erhalten, der Westteil wurde im November 1884 durch ein Feuer zerstört, das auch Teile der angrenzenden Eisenlängsträger beschädigte. Ein Jahr nach der Instandsetzung wurden die Fachwerkträger 1885 durch Balkenbrücken ersetzt, um die Benutzung durch schwerere Lokomotiven und Eisenbahnwagen zu ermöglichen. Vermutlich im gleichen Jahr wurden die Zufahrten durch Widerlager aus Natursteinmauerwerk ersetzt.
1901 verlegte die Union Pacific Railroad die Streckenführung und ersetzte die Brücke zur Querung des Canyon durch eine 274 m lange Erdaufschüttung circa zwei Kilometer südöstlich, die Trestle-Brücke wurde später abgebaut und die Balkenbrücken auf anderen Streckenabschnitten wiederverwendet. Die bis heute nahezu unverändert erhaltenen Fundamente der Gerüstpfeiler und die Widerlager wurden 1986 ins National Register of Historic Places aufgenommen (NRHP#: 86001027).